# Осада Мефоны
Осада Мефоны (355—354 годы до н. э.) — военная кампания Филиппа II Македонского по завоеванию стратегически важного полиса Мефона на восточном побережье Термейского залива в нескольких десятках километров от первой македонской столицы Эги.
Город оказал отчаянное сопротивление и осада затянулась на несколько месяцев. Одним из эпизодов осады стало тяжёлое ранение Филиппа II метко пущенной стрелой в правый глаз. По одной из версий, македоняне захватили Мефону в ходе отчаянного штурма, по другой — жители города согласились капитулировать при условии беспрепятственного ухода. С завоеванием Мефоны Филипп II завершил подчинение своей власти македонских земель, после чего, обезопасив свои владения, продолжил экспансию в Грецию.

## Предыстория
Мефона была основана эретрийцами около 730 года до н. э. на западном побережье Фермейского залива в 30 км от первой македонской столицы Эги. В 432/431 году до н. э. полис вошёл в Афинский морской союз, что означало появление базы Афин на территории Македонии, а также давало им контроль над торговлей лесом в этом регионе.
В 359 году до н. э. афиняне высадили в Мефоне войско в три тысячи гоплитов под командованием стратега Мантия или Мантиаса (др.-греч. Μαντίας) для поддержки претендента на македонский престол Аргея. Впрочем, афинское войско не участвовало в сражениях, а силы Аргея были разбиты царём Филиппом II. В 357—355 годах до н. э. войска Филиппа II захватили несколько прибрежных союзных афинянам городов (Пидна, Потидея и др.), после чего на побережье Фермейского залива под контролем афинян осталась лишь Мефона. Захват этого пункта обеспечил бы Филиппу II контроль над всей береговой линией западного побережья Фермейского залива и, тем самым, над дорогой в священный для македонян религиозный центр Дион и в Фессалию.
На пару лет внимание Афин было отвлечено от городов северного побережья Эгейского моря в связи с Союзнической войной, но к 355 году до н. э., по сообщению Диодора Сицилийского, «жители Мефоны позволили его [Филиппа II] врагам сделать из их города опору для своих действий». Диодор не поясняет, кто были эти враги царя Филиппа II, но, по-видимому, речь идёт об афинянах.

## Осада
Ближе к концу 355 года до н. э. Филипп II выступил в поход. Он потребовал у жителей Мефоны сдать город, и, получив отказ, начал осаду. Она затянулась на несколько месяцев. Длительность сопротивления можно объяснить как высокими и крепкими стенами и оборонительными сооружениями, так и предварительной подготовкой. Мефона находилась неподалёку от Пидны, которую Филипп II захватил несколькими годами ранее, что должно было побудить её жителей провести соответствующую подготовку к осаде.
Осада Мефоны запомнилась современникам в первую очередь тяжёлым ранением Филиппа II, в ходе которого он окривел. Метко пущенная стрела попала в правый глаз царя, когда тот совершал объезд расположения своих войск. Согласно Плинию, врач Критобул не только извлёк стрелу, но и затем излечил царя, не обезобразив при этом его лицо. Согласно современным оценкам, основанным на обнаруженных в гробнице в Вергине предполагаемых костных останках Филиппа II, у царя были повреждены кости глазницы с разрывом глазного яблока.
По одной из античных легенд, на стреле было написано «Астер посылает Филиппу смертоносную стрелу». Филипп II, в свою очередь, написал на стреле: «Астера, если Филипп его поймает, он распнёт».

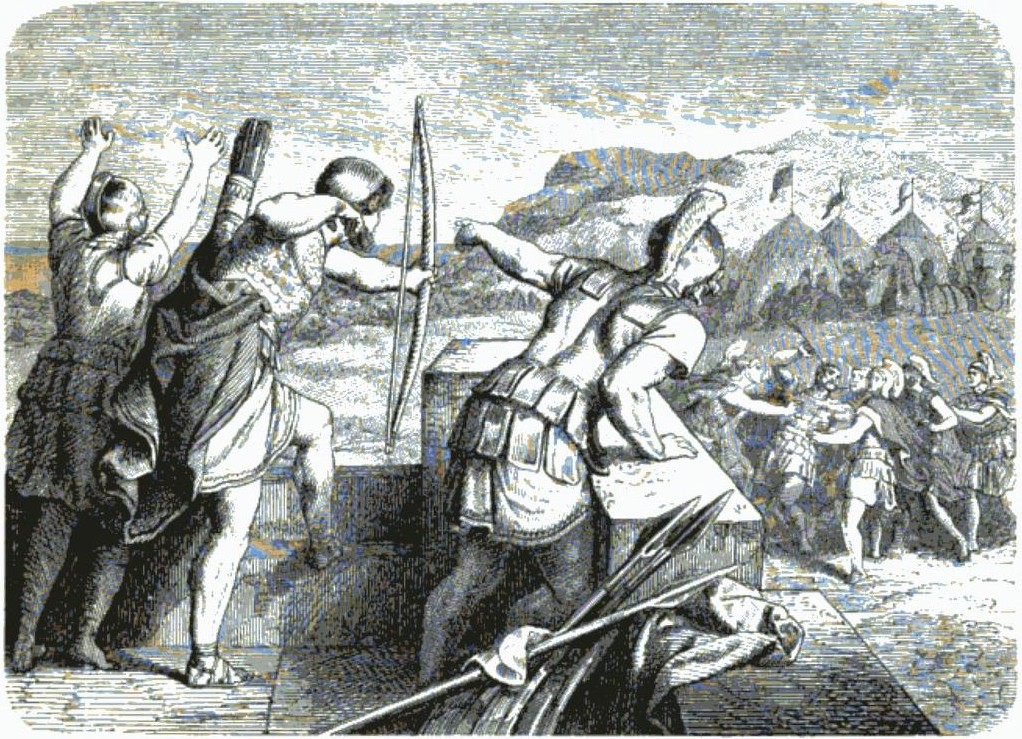
Ранение Филиппа II. Гравюра XIX века

Предположительно, ранение царя вызвало некоторую дезорганизацию македонского войска. Этим воспользовались афинские отряды, которые шли на помощь Мефоне. Так, согласно одному из афинских декретов, в город прорвались отряды под командованием некоего Лахара. Афинское Народное собрание проголосовало за отправку на помощь осаждённым ещё одного войска, но оно отплыло только весной 354 года до н. э. и, как это часто случалось с афинскими экспедициями, опоздало.
Согласно античным источникам, возможны две трактовки событий окончания осады весной или летом 354 года до н. э.. По одной, город был взят во время отчаянного штурма. Так, Полиэн писал, что когда македоняне смогли проникнуть в Мефону и завязался городской бой, Филипп II приказал убрать приставленные к городским стенам лестницы, чтобы придать своим воинам больше решимости. В изложении Диодора Сицилийского, горожане капитулировали и согласились покинуть город. Филипп II не позволил им забрать имущество: «они вынуждены были сдать город царю на условиях, что граждане оставят Мефону с одной одеждой у каждого». По мнению Юстина, со стороны Филиппа II это было проявлением милосердия. Сам город воины сровняли с землёй, а земли, на которых он стоял, были розданы македонянам.

## Последствия
Захватом Мефоны Филипп II завершил подчинение своей власти македонских земель. Афиняне потерпели очередное поражение и лишились важной базы на севере, опираясь на которую могли бы угрожать Македонии. Филипп II, напротив, обезопасил свои владения от нападения с тыла и получил возможность более активно вмешиваться в греческие дела и продолжить свою экспансионистскую политику по подчинению Фессалии.
Как отмечал А. А. Клеймёнов, травма, которую у Мефоны получил Филипп II, должна была отобразиться на его физическом состоянии и здоровье. Историк связывал поражение македонян в последующей за осадой Мефоны кампании в Фессалии в том числе с плохим самочувствием Филиппа II, которое не давало ему возможность адекватно реагировать на ежедневные вызовы, что негативно влияло на моральный дух его войска.

### Исследования
- Белох К. Ю. Греческая история: в 2 т. / пер. с нем. М. О. Гершензона; под ред. и со вступ. ст. Ю. И. Семёнова.. — М.: Государственная публичная историческая библиотека России, 2009. — Т. 2: Кончая Аристотелем и завоеванием Азии. — ISBN 978-5-85209-215-1.
- Борза Ю. История античной Македонии (до Александра Великого) / пер. с англ. М. М. Холода при участии А. Бодрова, О. и В. Иванцовых, 3. Барзах; научная ред. и вступ. статья М. М. Холода; приложения М. М. Холода, Э. Д. Фролова и Ю. Н. Кузьмина. — СПб.: Нестор-История, 2013. — 592 с. — (Историческая библиотека). — ISBN 978-5-44690-015-2.
- Кембриджская история древнего мира / под редакцией Д.-М. Льюиса, Дж. Бордмэна, С. Хорнблоуэра, М. Оствальда. Перевод, научное редактирование, примечания А. В. Зайкова. — М.: Ладомир, 2017. — Т. VI. Четвёртый век до нашей эры. Второй полутом. — 720 с. — ISBN 978-5-86218-542-3.
- Клеймёнов А. А. «Фессалийская конфузия» Филиппа II: локальное поражение как стимул к развитию // Тульский научный вестник. Серия История. Языкознание. — Тула: ТГПУ им. Л.Н. Толстого, 2020. — Вып. 2, № 2. — С. 6—19.
- Уортингтон Й[нем.]. Филипп II Македонский. — СПб. — М.: Евразия — ИД Клио, 2014. — 400 с. — ISBN 978-5-91852-053-6.
- Фролов Э. Д. Греция в эпоху поздней классики (Общество. Личность. Власть). — СПб.: Издательский Центр «Гуманитарная Академия», 2001. — 602 с. — (Studia classica). — ISBN 5-93762-013-5.
- Шауб И. Ю., Андерсен В. В. Македонцы в бою. — М.: Яуза; Эксмо, 2010. — 304 с. — (Войны мечей). — ISBN 978-5-699-39569-9.
- Hammond N. G. L., Griffith G. T. A History of Macedonia (англ.). — Oxford: Clarendon Press, 1979. — Vol. II: 550-336 B.C.. — ISBN 0-l9-814814-3.